# Leichtathletik-Weltmeisterschaften 2017/400 m Hürden der Männer

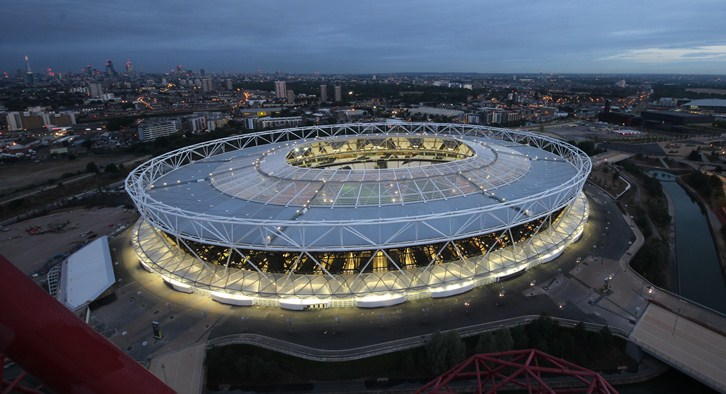
Das Olympiastadion London im Jahr 2017

Der 400-Meter-Hürdenlauf der Männer wurde bei den Leichtathletik-Weltmeisterschaften 2017 wurde vom 6. bis 9. August 2017 im Olympiastadion der britischen Hauptstadt London ausgetragen.
Es siegte der Norweger Karsten Warholm. Der türkische Olympiadritte von 2016 und amtierende Europameister Yasmani Copello wurde Vizeweltmeister. Die Bronzemedaille gewann der aktuelle Olympiasieger, Olympiazweite von 2008 und zweifache Weltmeister (2007/2009) Kerron Clement aus den Vereinigten Staaten. Als Mitglied der 4-mal-400-Meter-Staffel seines Landes hatte er darüber hinaus zweimal WM-Gold (2007/2009) und 2008 Olympiagold gewonnen.

## Rekorde

### Bestehende Rekorde
| Weltrekord               | Kevin Young | 46,78 s | OS in Barcelona, Spanien     | 6. August 1992  |
| Weltmeisterschaftsrekord | Kevin Young | 47,18 s | WM in Stuttgart, Deutschland | 19. August 1993 |

Der bestehende WM-Rekord wurde bei diesen Weltmeisterschaften nicht eingestellt und nicht verbessert.

### Rekordverbesserung
Es gab einen Landesrekord:

49,69 s – Guillermo Ruggeri (Italien), vierter Vorlauf am 6. August

## Vorläufe
Aus den fünf Vorläufen qualifizierten sich die jeweils vier Ersten jedes Laufes – hellblau unterlegt – und zusätzlich die vier Zeitschnellsten – hellgrün unterlegt –  für das Halbfinale.

### Lauf 1
6. August 2017, 11:05 Uhr Ortszeit (12:05 Uhr MESZ)
| Platz | Bahn | Name                | Land        | Offizielle Zeit (s) | Zeit in Tausendstel- sekunden (inoffiziell) |
| ----- | ---- | ------------------- | ----------- | ------------------- | ------------------------------------------- |
| 1     | 5    | Kerron Clement      | USA         | 49,46               |                                             |
| 2     | 3    | Takatoshi Abe       | Japan       | 49,65               |                                             |
| 3     | 6    | Jaak-Heinrich Jagor | Estland     | 49,81               |                                             |
| 4     | 8    | Kemar Mowatt        | Jamaika     | 50,00               | 49,991                                      |
| 5     | 4    | Hederson Estefani   | Brasilien   | 50,22               |                                             |
| 6     | 2    | Javier Culson       | Puerto Rico | 50,33               |                                             |
| 7     | 7    | José Luis Gaspar    | Kuba        | 51,82               |                                             |
| 8     | 9    | Pablo Andrés Ibáñez | El Salvador | 52,72               |                                             |

Im ersten Vorlauf ausgeschiedene Hürdenläufer:

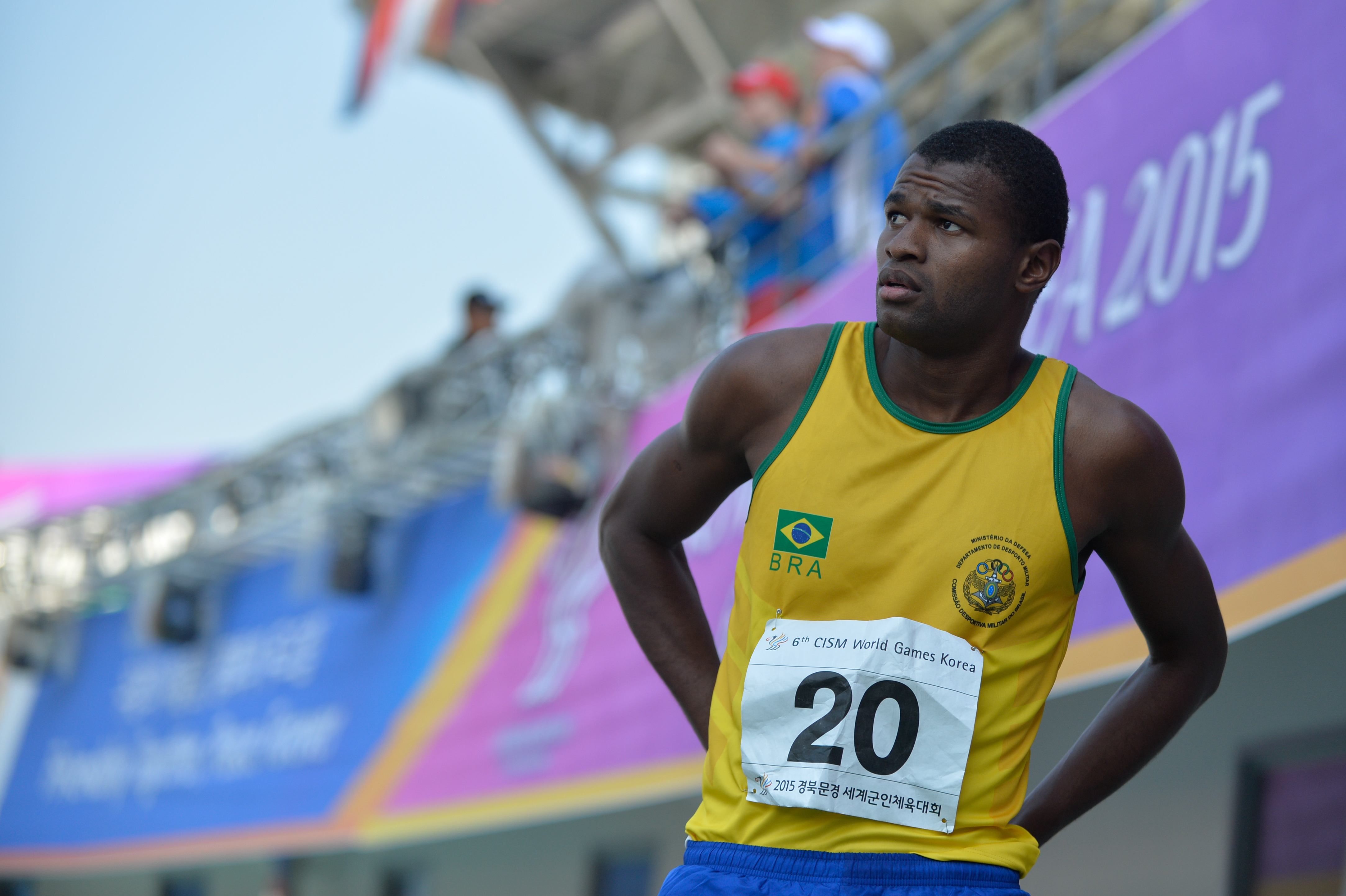
Hederson Estefani Rang fünf in 50,22 s
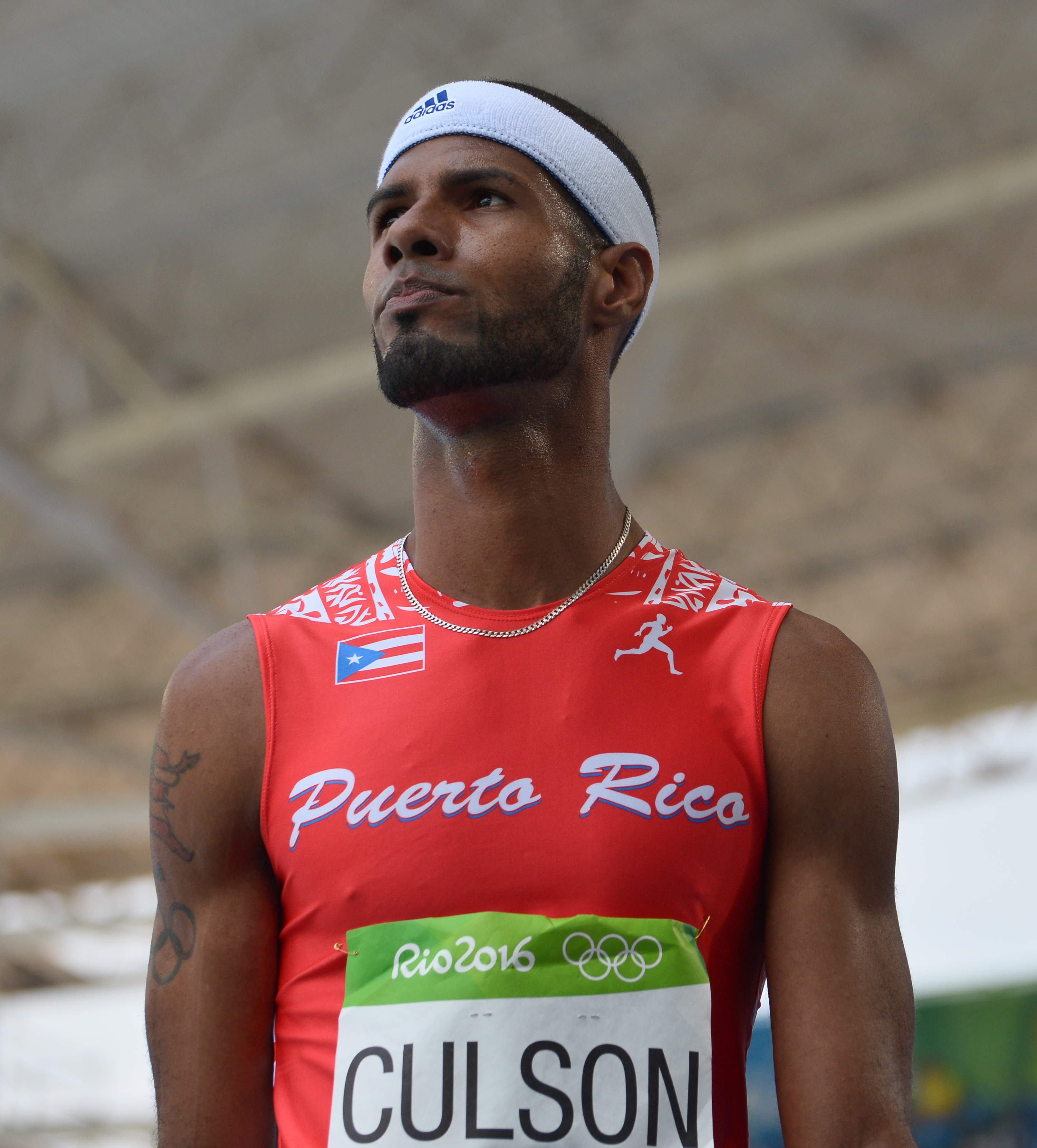
Javier Culson – zweifacher Vizeweltmeister (2009/2011) – Rang sechs in 50,33 s
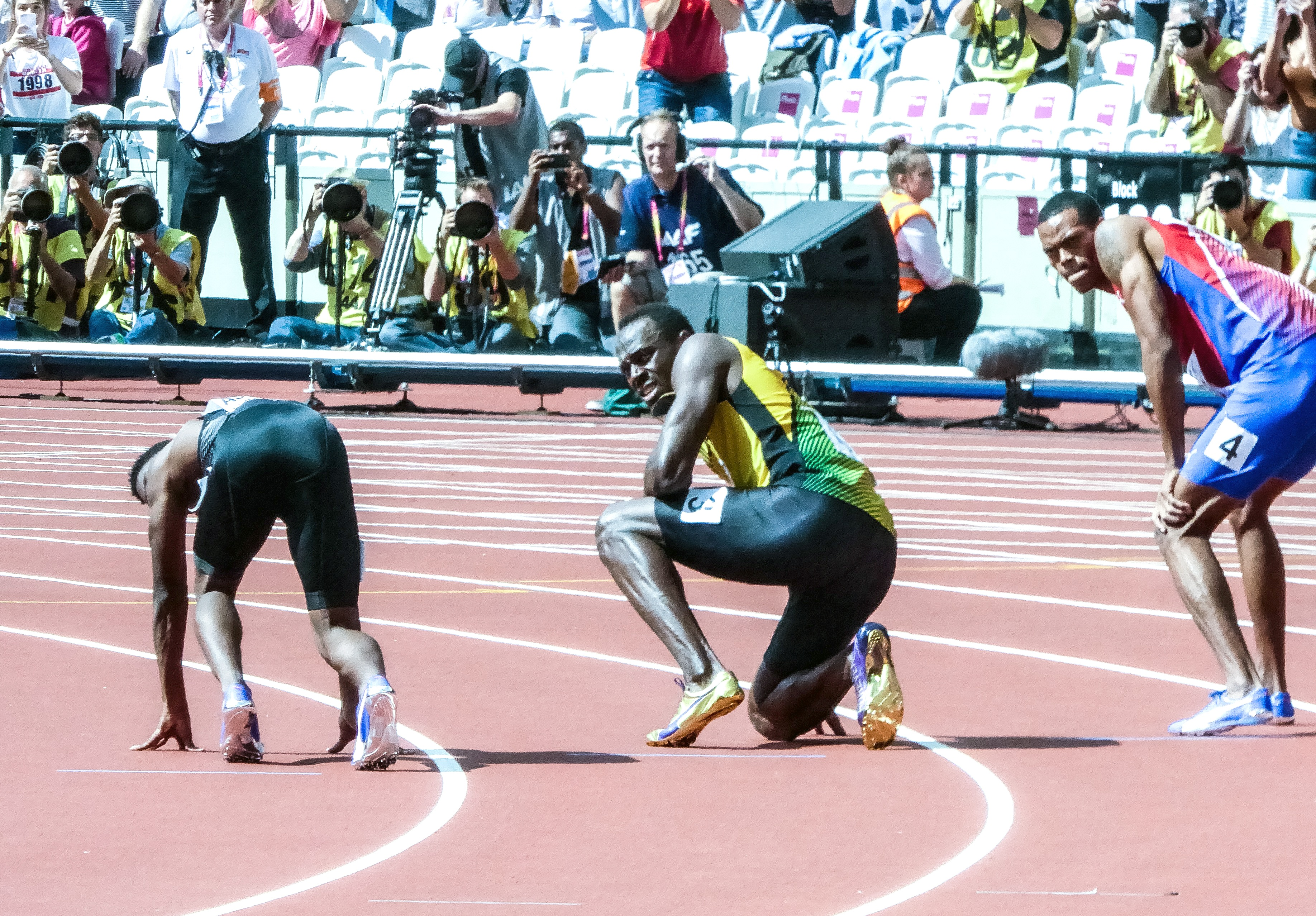
José Luis Gaspar (rechts) Rang sieben in 51,82 s

### Lauf 2

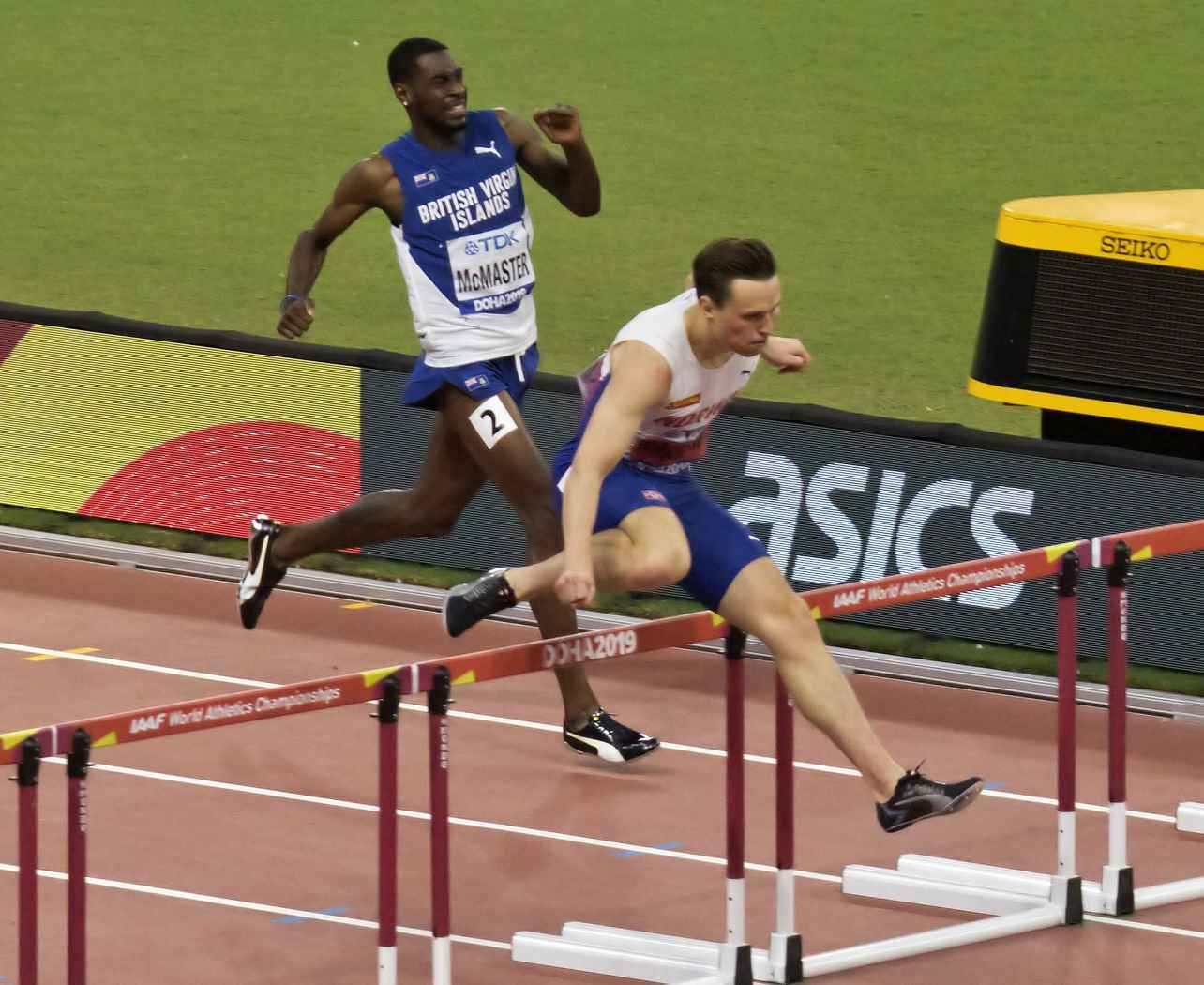
Kyron McMaster (links) – disqualifiziert wegen Bahnübertretung

6. August 2017, 11:14 Uhr Ortszeit (12:14 Uhr MESZ)
| Platz | Bahn | Name                   | Land                     | Offizielle Zeit (s)               | Zeit in Tausendstel- sekunden (inoffiziell) |
| ----- | ---- | ---------------------- | ------------------------ | --------------------------------- | ------------------------------------------- |
| 1     | 4    | Timothy Lamonte Holmes | USA                      | 49,35                             |                                             |
| 2     | 9    | Jaheel Hyde            | Jamaika                  | 49,72                             |                                             |
| 3     | 5    | Abdelmalik Lahoulou    | Algerien                 | 49,78                             |                                             |
| 4     | 6    | Thomas Barr            | Irland                   | 49,79                             | 49,782                                      |
| 5     | 3    | Yūsuke Ishida          | Japan                    | 50,35                             |                                             |
| 6     | 2    | Lorenzo Vergani        | Italien                  | 50,37                             |                                             |
| 7     | 7    | Ephraim Lerkin         | Papua-Neuguinea          | 52,36                             |                                             |
| DSQ   | 8    | Kyron McMaster         | Britische Jungferninseln | IAAF Rule 163.3a – Bahnübertreten | IAAF Rule 163.3a – Bahnübertreten           |

### Lauf 3
6. August 2017, 11:23 Uhr Ortszeit (12:23 Uhr MESZ)
| Platz | Bahn | Name                           | Land       | Offizielle Zeit (s) | Zeit in Tausendstel- sekunden (inoffiziell) |
| ----- | ---- | ------------------------------ | ---------- | ------------------- | ------------------------------------------- |
| 1     | 8    | Yasmani Copello                | Türkei     | 49,13               |                                             |
| 2     | 9    | Abderrahman Samba              | Katar      | 49,39               |                                             |
| 3     | 4    | Ludvy Vaillant                 | Frankreich | 49,49               | 49,487                                      |
| 4     | 2    | José Reynaldo Bencosme de Leon | Italien    | 49,79               | 49,789                                      |
| 5     | 7    | Kariem Hussein                 | Schweiz    | 50,12               |                                             |
| 6     | 5    | Jordin Andrade                 | Kap Verde  | 50,32               |                                             |
| 7     | 6    | Creve Armando Machava          | Mosambik   | 51,71               |                                             |
| DNS   | 3    | Rasmus Mägi                    | Estland    |                     |                                             |

### Lauf 4

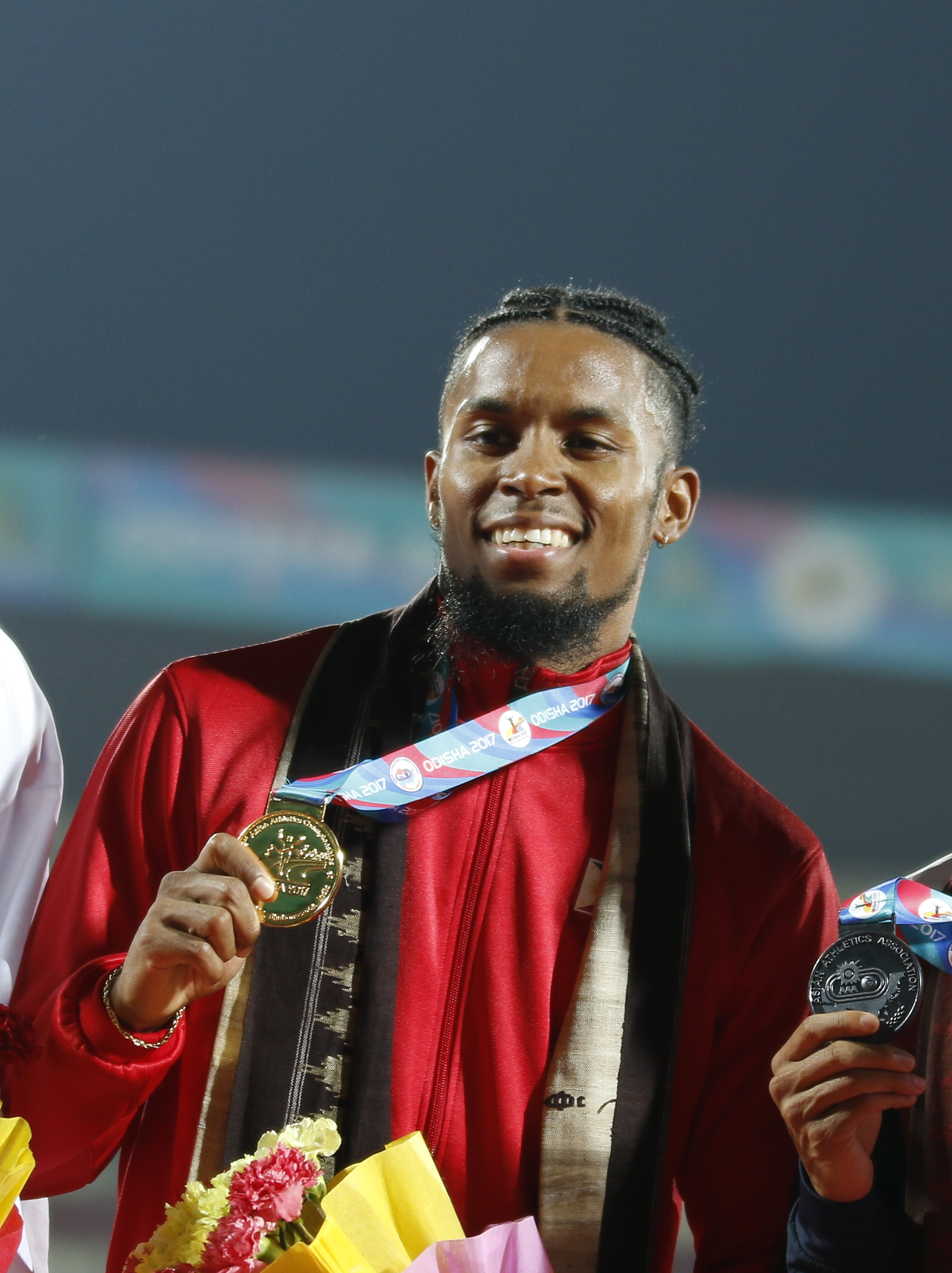
Eric Cray, Philippinen – ausgeschieden nach Fehlstart

6. August 2017, 11:32 Uhr Ortszeit (12:32 Uhr MESZ)
| Platz | Bahn | Name               | Land                    | Offizielle Zeit (s)                             | Zeit in Tausendstel- sekunden (inoffiziell)     |
| ----- | ---- | ------------------ | ----------------------- | ----------------------------------------------- | ----------------------------------------------- |
| 1     | 9    | Juander Santos     | Dominikanische Republik | 49,19                                           |                                                 |
| 2     | 4    | Karsten Warholm    | Norwegen                | 49,50                                           |                                                 |
| 3     | 3    | Guillermo Ruggeri  | Argentinien             | 49,69 NR                                        |                                                 |
| 4     | 7    | Ricardo Cunningham | Jamaika                 | 49,91                                           |                                                 |
| 5     | 5    | Victor Coroller    | Frankreich              | 50,00                                           | 49,998                                          |
| 6     | 6    | Ryo Kajiki         | Japan                   | 51,36                                           |                                                 |
| DSQ   | 8    | Eric Cray          | Philippinen             | IAAF Rule 162.7 – Fehlstart                     | IAAF Rule 162.7 – Fehlstart                     |
| DSQ   | 4    | Michael Stigler    | USA                     | IAAF Rule 168.7a – Unkorrekte Hürdenüberquerung | IAAF Rule 168.7a – Unkorrekte Hürdenüberquerung |

### Lauf 5
6. August 2017, 11:41 Uhr Ortszeit (12:41 Uhr MESZ)
| Platz | Bahn | Name                 | Land           | Offizielle Zeit (s) | Zeit in Tausendstel- sekunden (inoffiziell) |
| ----- | ---- | -------------------- | -------------- | ------------------- | ------------------------------------------- |
| 1     | 2    | Mamadou Kassé Hann   | Frankreich     | 49,34               |                                             |
| 2     | 7    | Márcio Teles         | Brasilien      | 49,41               |                                             |
| 3     | 4    | Patryk Dobek         | Polen          | 49,42               |                                             |
| 4     | 5    | Aron Kipchumba Koech | Kenia          | 49,55               | 49,547                                      |
| 5     | 3    | Jack Green           | Großbritannien | 49,55               | 49,549                                      |
| 6     | 8    | Eric Futch           | USA            | 49,57               |                                             |
| 7     | 9    | Sergio Fernández     | Spanien        | 50,38               |                                             |
| 8     | 6    | Mehboob Ali          | Pakistan       | 52,24               |                                             |

## Halbfinale
Aus den drei Halbfinalläufen qualifizierten sich die beiden Ersten jedes Laufes – hellblau unterlegt – und zusätzlich die beiden Zeitschnellsten – hellgrün unterlegt – für das Finale.

### Lauf 1

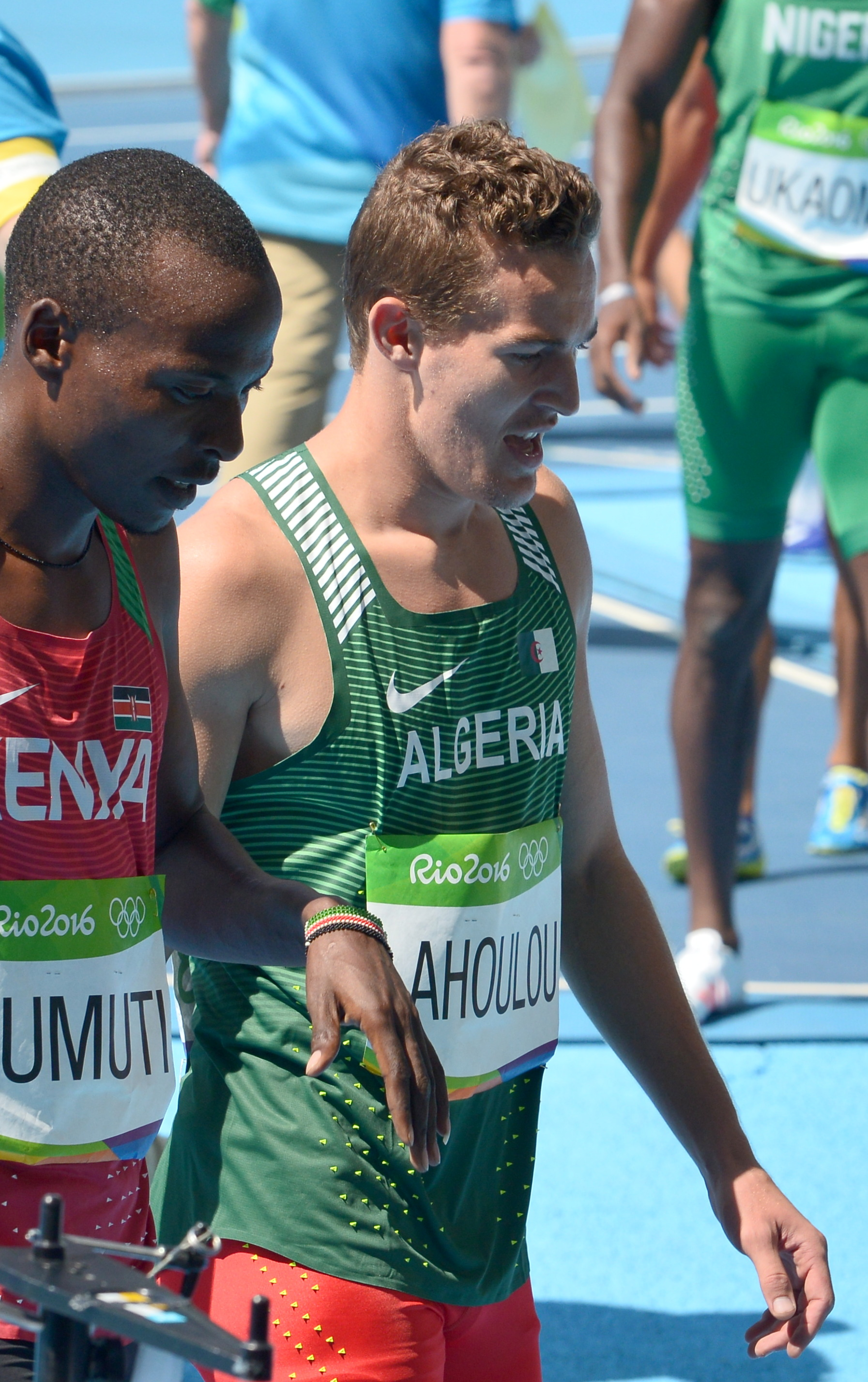
Abdelmalik Lahoulou – ausgeschieden als Fünfter in 49,33 s
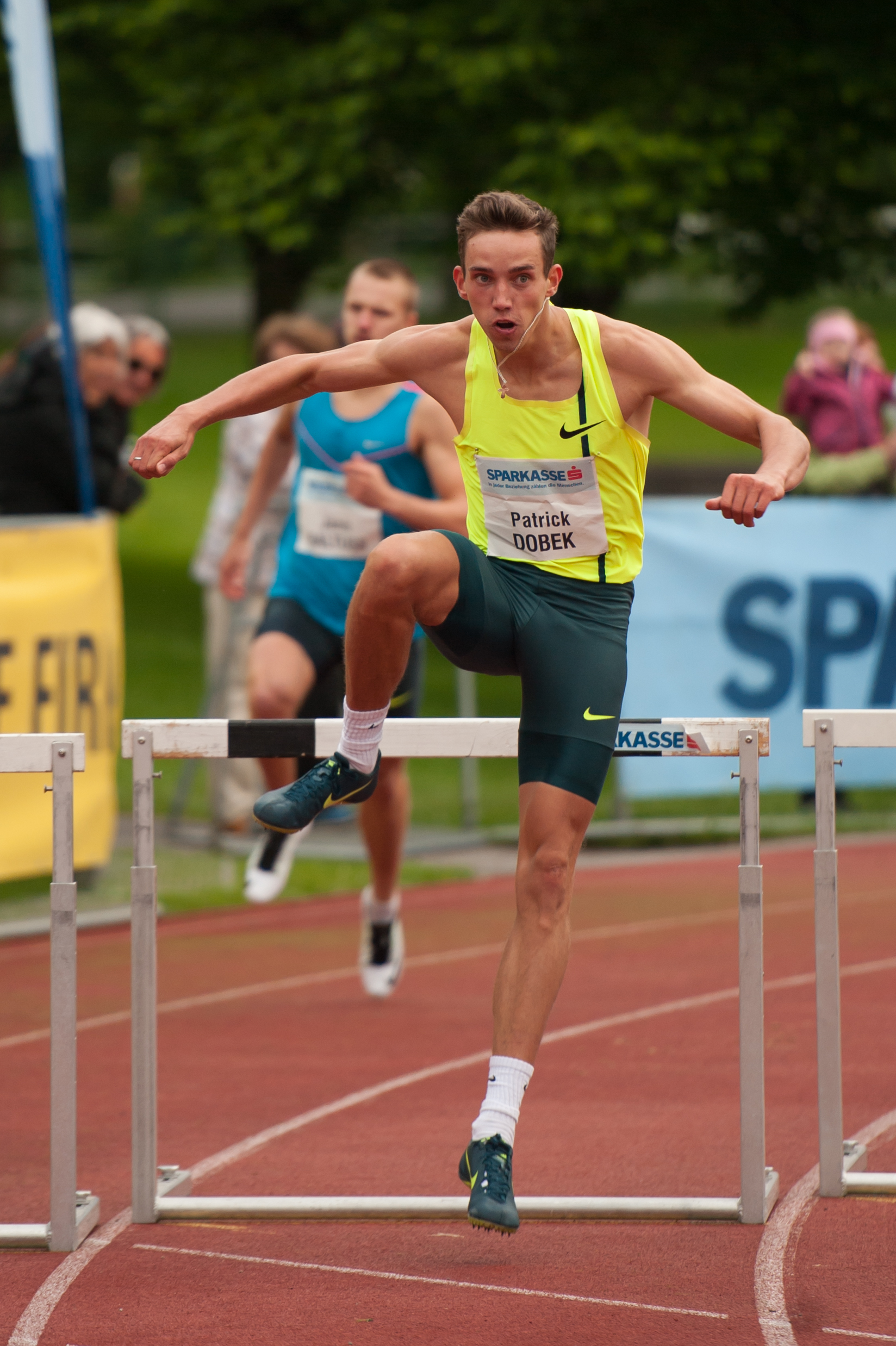
Patryk Dobek – ausgeschieden als Sechster in 49,40 s
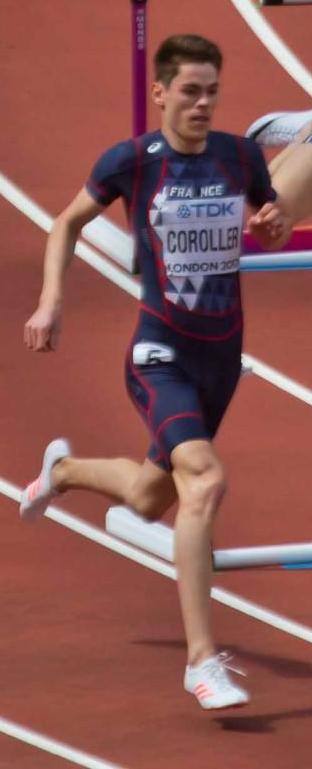
Victor Coroller – ausgeschieden als Siebter in 55,69 s

7. August 2017, 20:20 Uhr Ortszeit (21:20 Uhr MESZ)
| Platz | Bahn | Name                | Land                    | Zeit (s) |
| ----- | ---- | ------------------- | ----------------------- | -------- |
| 1     | 7    | Kerron Clement      | USA                     | 48,35    |
| 2     | 5    | Karsten Warholm     | Norwegen                | 48,43    |
| 3     | 4    | Juander Santos      | Dominikanische Republik | 48,59 PB |
| 4     | 3    | Kemar Mowatt        | Jamaika                 | 48,66    |
| 5     | 8    | Abdelmalik Lahoulou | Algerien                | 49,33    |
| 6     | 6    | Patryk Dobek        | Polen                   | 49,40    |
| 7     | 2    | Victor Coroller     | Frankreich              | 55,69    |
| DNS   | 9    | Thomas Barr         | Irland                  |          |

### Lauf 2

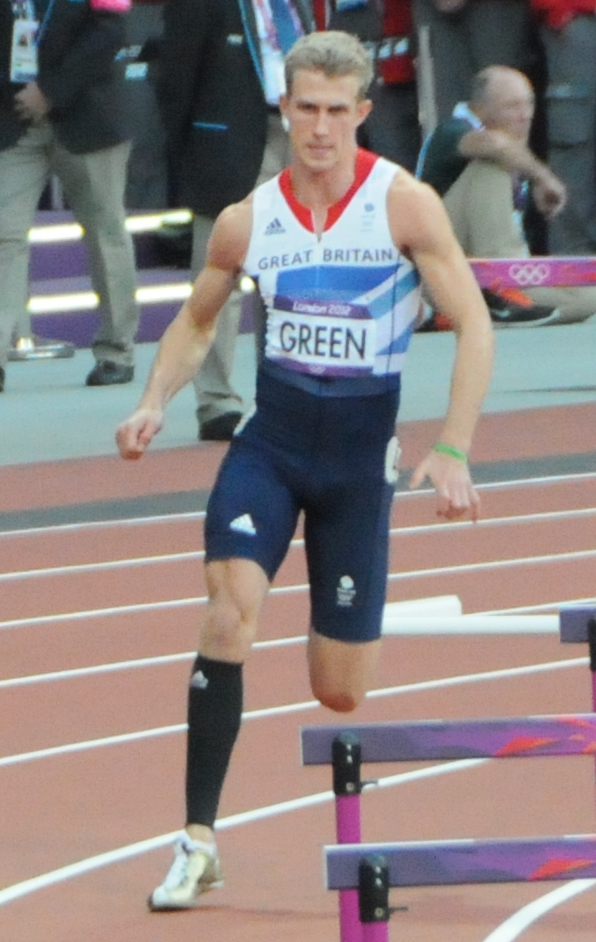
Jack Green – ausgeschieden als Vierter in 49,93 s

7. August 2017, 20:30 Uhr Ortszeit (21:30 Uhr MESZ)
| Platz | Bahn | Name                   | Land           | Offizielle Zeit (s) | Zeit in Tausendstel- sekunden (inoffiziell) |
| ----- | ---- | ---------------------- | -------------- | ------------------- | ------------------------------------------- |
| 1     | 6    | Timothy Lamonte Holmes | USA            | 49,12               |                                             |
| 2     | 2    | Kariem Hussein         | Schweiz        | 49,13               |                                             |
| 3     | 7    | Jaheel Hyde            | Jamaika        | 49,75               |                                             |
| 4     | 3    | Jack Green             | Großbritannien | 49,93               | 49,927                                      |
| 5     | 4    | Takatoshi Abe          | Japan          | 49,93               | 49,929                                      |
| 6     | 5    | Mamadou Kassé Hann     | Frankreich     | 50,35               |                                             |
| 7     | 9    | Aron Kipchumba Koech   | Kenia          | 50,40               |                                             |
| 8     | 8    | Jaak-Heinrich Jagor    | Estland        | 50,43               |                                             |

### Lauf 3
7. August 2017, 20:40 Uhr Ortszeit (21:40 Uhr MESZ)
| Platz | Bahn | Name                           | Land        | Zeit (s)                          |
| ----- | ---- | ------------------------------ | ----------- | --------------------------------- |
| 1     | 6    | Abderrahman Samba              | Katar       | 48,75                             |
| 2     | 4    | Yasmani Copello                | Türkei      | 48,91                             |
| 3     | 2    | Eric Futch                     | USA         | 49,30                             |
| 4     | 5    | Ludvy Vaillant                 | Frankreich  | 49,95                             |
| 5     | 8    | José Reynaldo Bencosme de Leon | Italien     | 50,29                             |
| 6     | 3    | Ricardo Cunningham             | Jamaika     | 50,54                             |
| DSQ   | 9    | Guillermo Ruggeri              | Argentinien | IAAF Rule 163.3a – Bahnübertreten |
| DNF   | 7    | Márcio Teles                   | Brasilien   |                                   |

Im dritten Halbfinale ausgeschiedene Hürdenläufer:

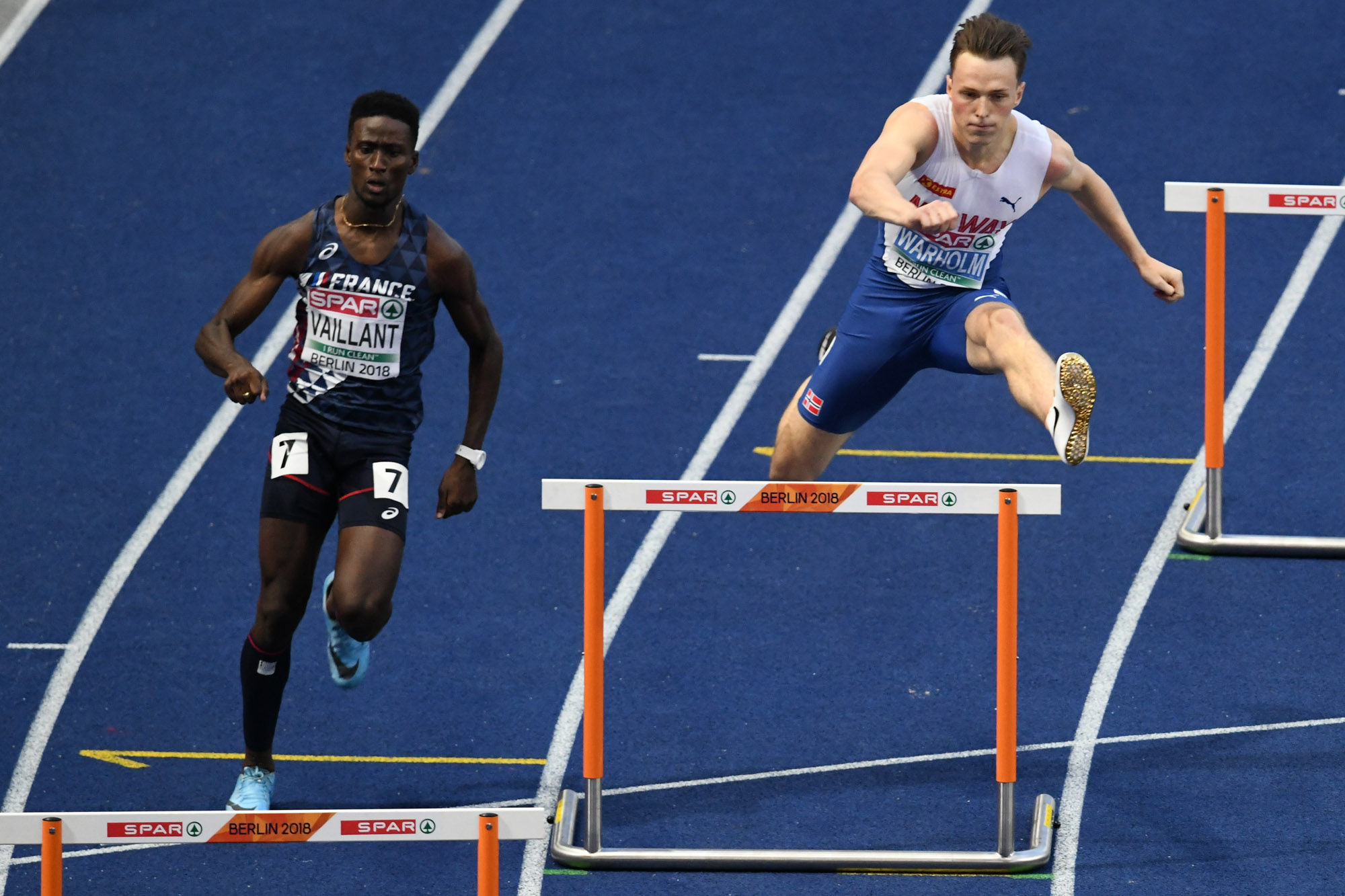
Ludvy Vaillant Rang vier in 49,95 s
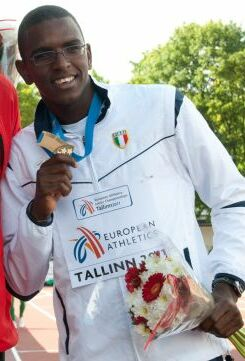
José Reynaldo Bencosme de Leon – Rang fünf in 50,29 s
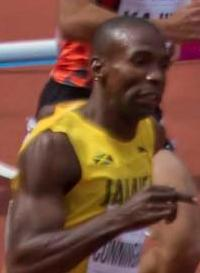
Ricardo Cunningham Rang sechs in 50,54 s
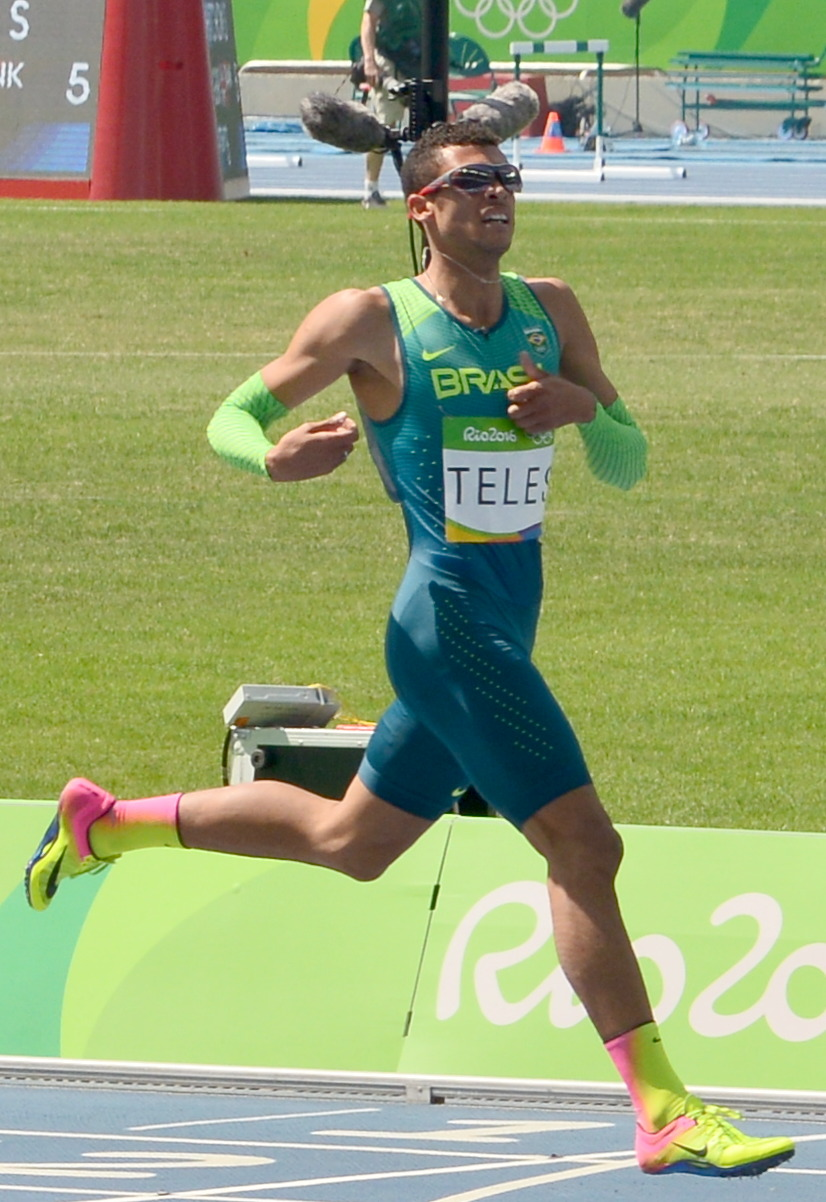
Márcio Teles Rennen nicht beendet

## Finale
9. August 2017, 21:33 Uhr Ortszeit Ortszeit (22:33 Uhr MESZ)
Die Lage vor diesem Finale sah etwas anders aus als bei den meisten Weltmeisterschaften und Olympischen Spielen der letzten Jahre. Es gab keine besonders herausragenden Athleten, die Zeiten von deutlich unter 48 Sekunden hätten laufen können. So war die Situation ziemlich offen und ließ ein spannendes Rennen erwarten. Die drei erstplatzierten Läufer der letzten letzten und vorletzten Weltmeisterschaften waren nicht unter den Teilnehmern. Der Olympiasieger von 2016 Kerron Clement aus den USA hatte das Finale erreicht, verfügte aber nicht mehr ganz über den hohen Leistungsstandard seiner stärksten Jahre. Dennoch gehörte er als Schnellster in den Halbfinalrennen zum Kreis der Favoriten. Dazu zählten auch der türkische Olympiadritte von 2016 und aktuelle Europameister Yasmani Copello sowie der Europameister von 2014 und EM-Dritte von 2016 Kariem Hussein aus der Schweiz. Im Semifinale hatte außerdem der Norweger Karsten Warholm mit der zweitschnellsten Zeit einen starken Eindruck hinterlassen und sich so für den weiteren Favoritenkreis ins Gespräch gebracht.

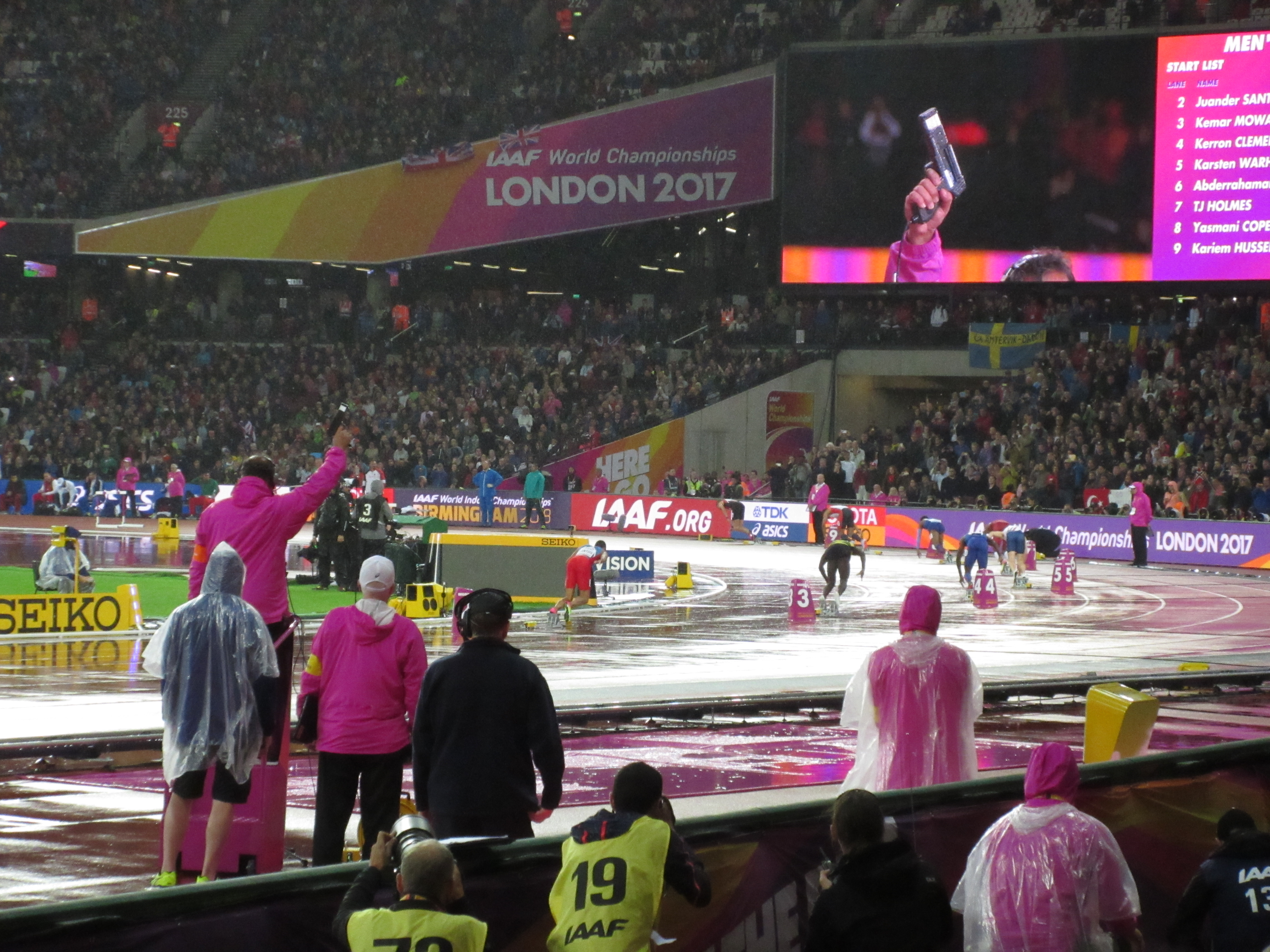
Start zum 400-m-Hürdenfinale

Das Finale fand unter kühlen und regnerischen Außenbedingungen statt. Am schnellsten ging Warholm das Rennen an. Bei Streckenhälfte führte er vor Copello und Abderrahman Samba aus Katar, der das Tempo beherzt mitging. Ausgangs der Zielkurve führte Warholm mit circa drei Metern Vorsprung vor Clement, Samba und Copello, die ziemlich gleichauf lagen. Auf der Zielgeraden wurde es etwas enger, vor allem Clement und Samba kamen dem Norweger näher. Aber auch Copello lag immer noch gut im Rennen. Samba touchierte die letzte Hürde leicht und kam danach komplett aus Rhythmus. Karsten Warholm ließ sich am Ende nicht mehr von der Spitze verdrängen und errang den Weltmeistertitel in 48,35 s. Diese Zeit war angesichts der schwierigen Bedingungen hoch einzuschätzen. Auf den letzten Metern zog Yasmani Copello noch an Kerron Clement vorbei und sicherte sich mit fünfzehn Hundertstelsekunden Rückstand auf den Sieger die Silbermedaille vor dem US-Amerikaner. Mit deutlichem Abstand kam die nächsten Läufer ins Ziel. Kemar Mowatt aus Jamaika wurde Vierter, Timothy Lamonte Holmes – häufig auch als „TJ Holmes“ geführt – kam auf den fünften Platz vor Juander Santos aus der Dominikanischen Republik. Abderrahman Samba belegte Rang sieben vor Kariem Hussein.
| Platz | Bahn | Athlet                 | Land                    | Zeit (s) |
| ----- | ---- | ---------------------- | ----------------------- | -------- |
|       | 5    | Karsten Warholm        | Norwegen                | 48,35    |
|       | 8    | Yasmani Copello        | Türkei                  | 48,49    |
|       | 4    | Kerron Clement         | USA                     | 48,52    |
| 4     | 3    | Kemar Mowatt           | Jamaika                 | 48,99    |
| 5     | 7    | Timothy Lamonte Holmes | USA                     | 49,00    |
| 6     | 2    | Juander Santos         | Dominikanische Republik | 49,04    |
| 7     | 6    | Abderrahman Samba      | Katar                   | 49,74    |
| 8     | 9    | Kariem Hussein         | Schweiz                 | 50,07    |

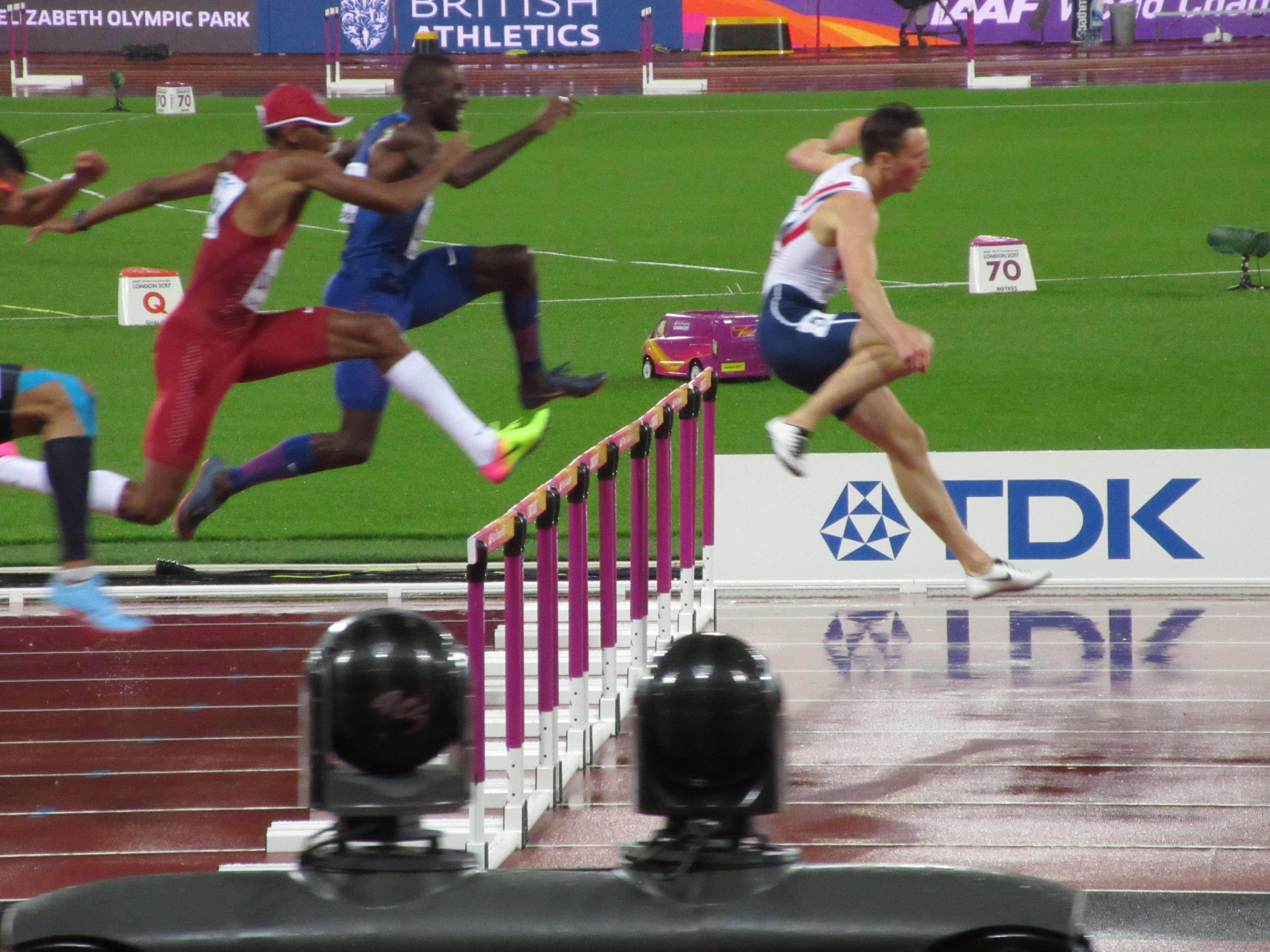
Die Finalisten an der letzten Hürde (v. l. n. r.): Abderrahman Samba, Kerron Clement, Karsten Warholm
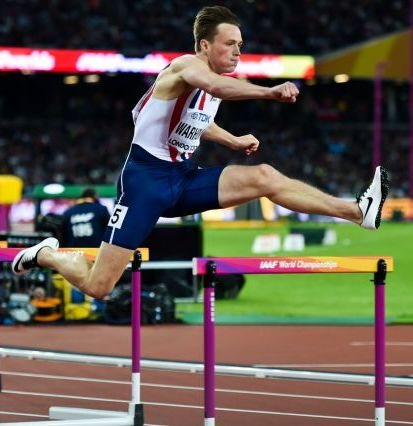
Karsten Warholm auf dem Weg zum Weltmeistertitel
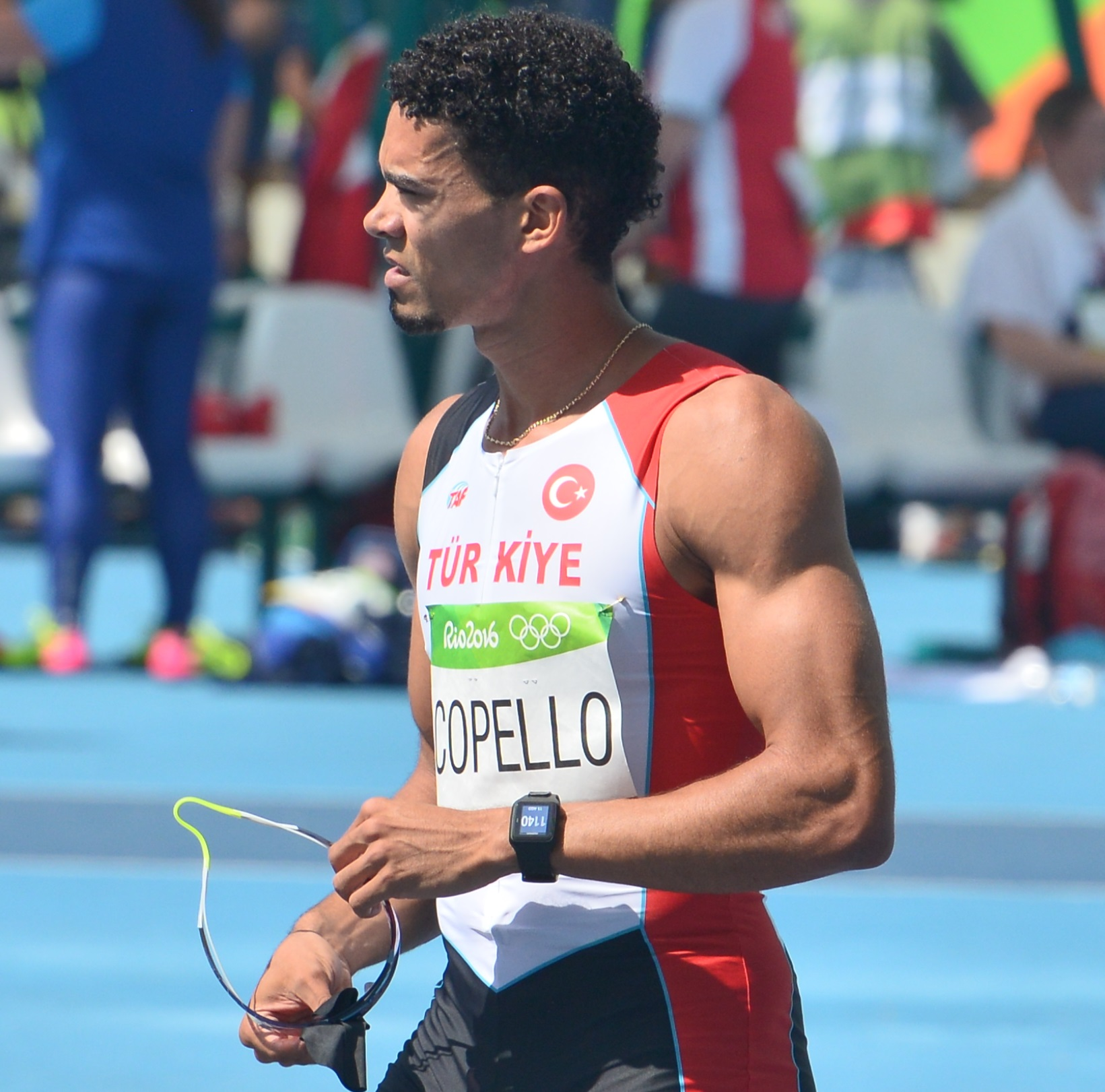
Vizeweltmeister Yasmani Copello
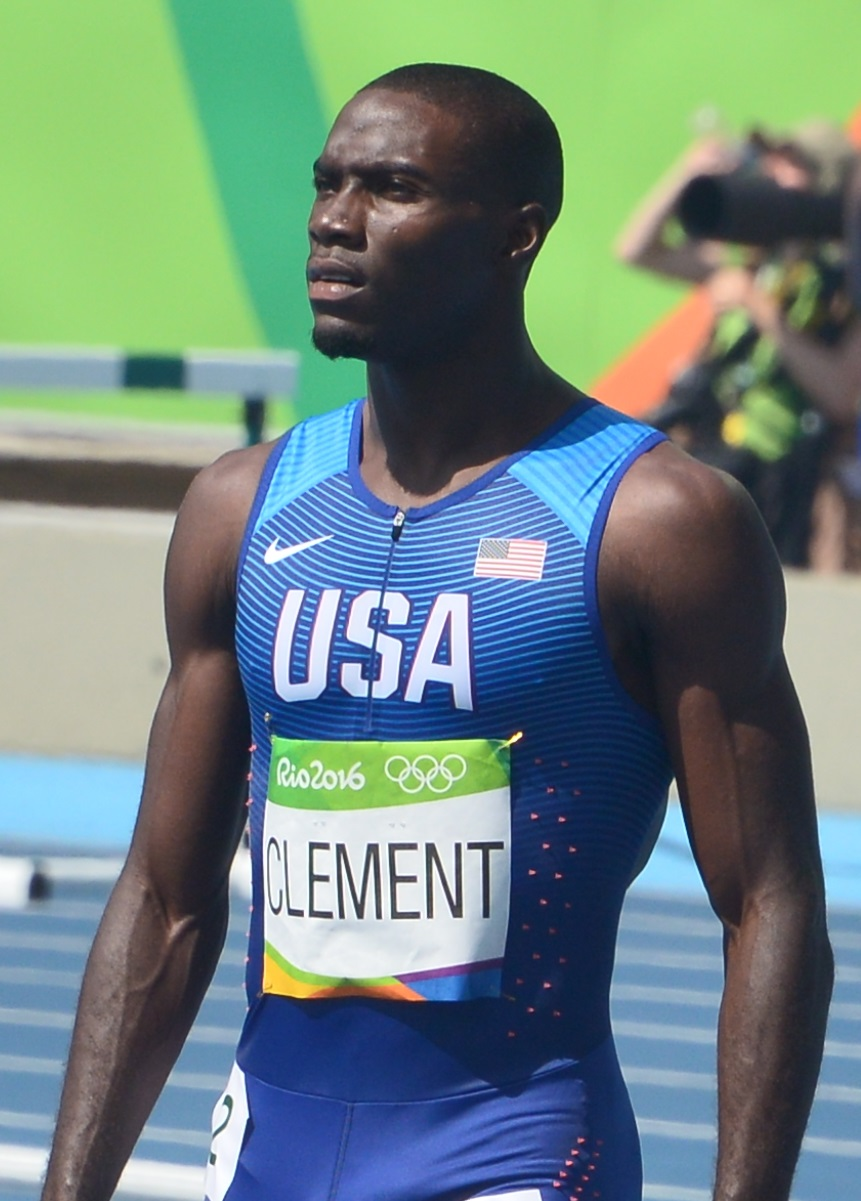
Bronzemedaillengewinner Kerron Clement
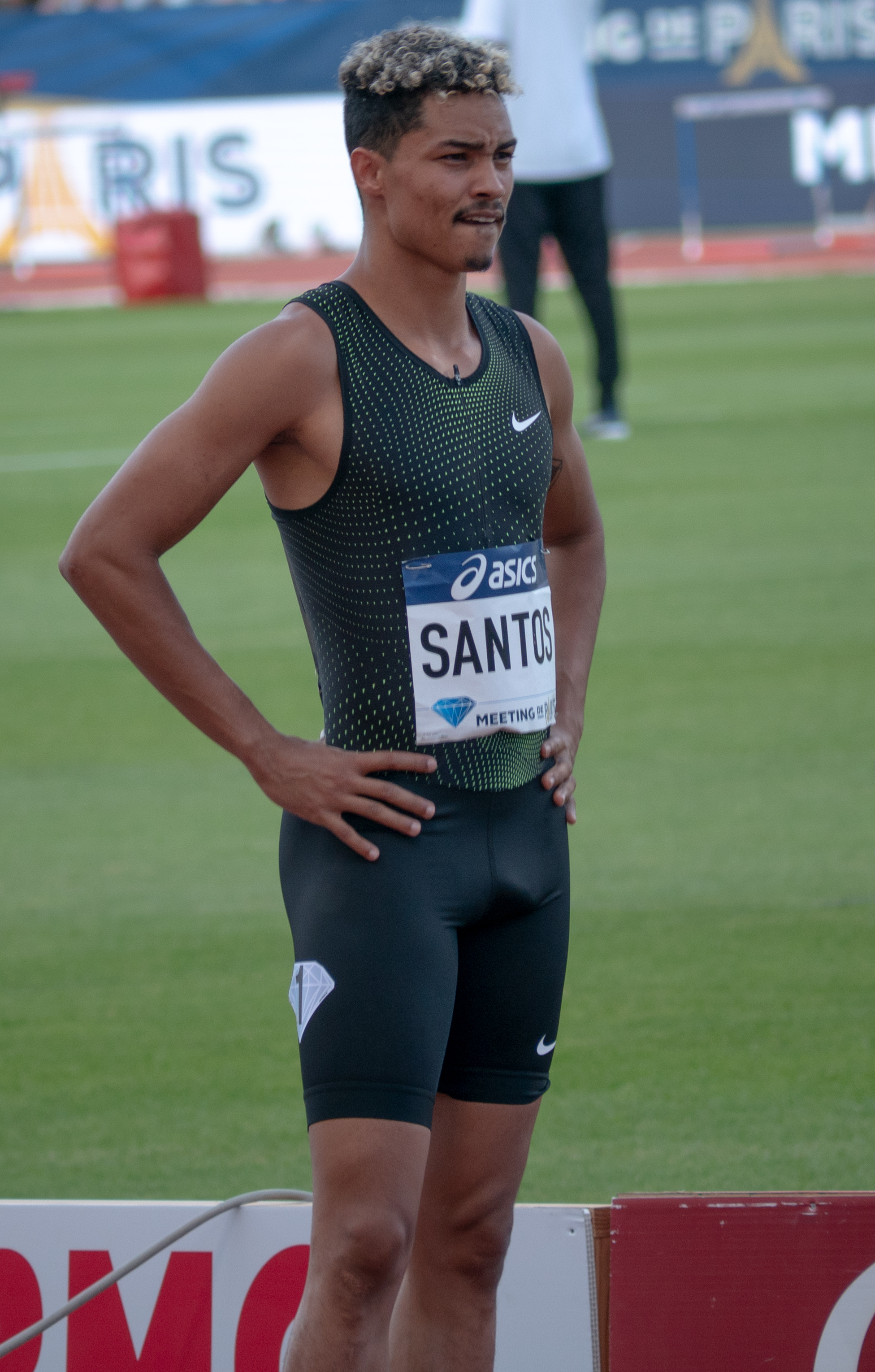
Juander Santos erreichte Rang sechs
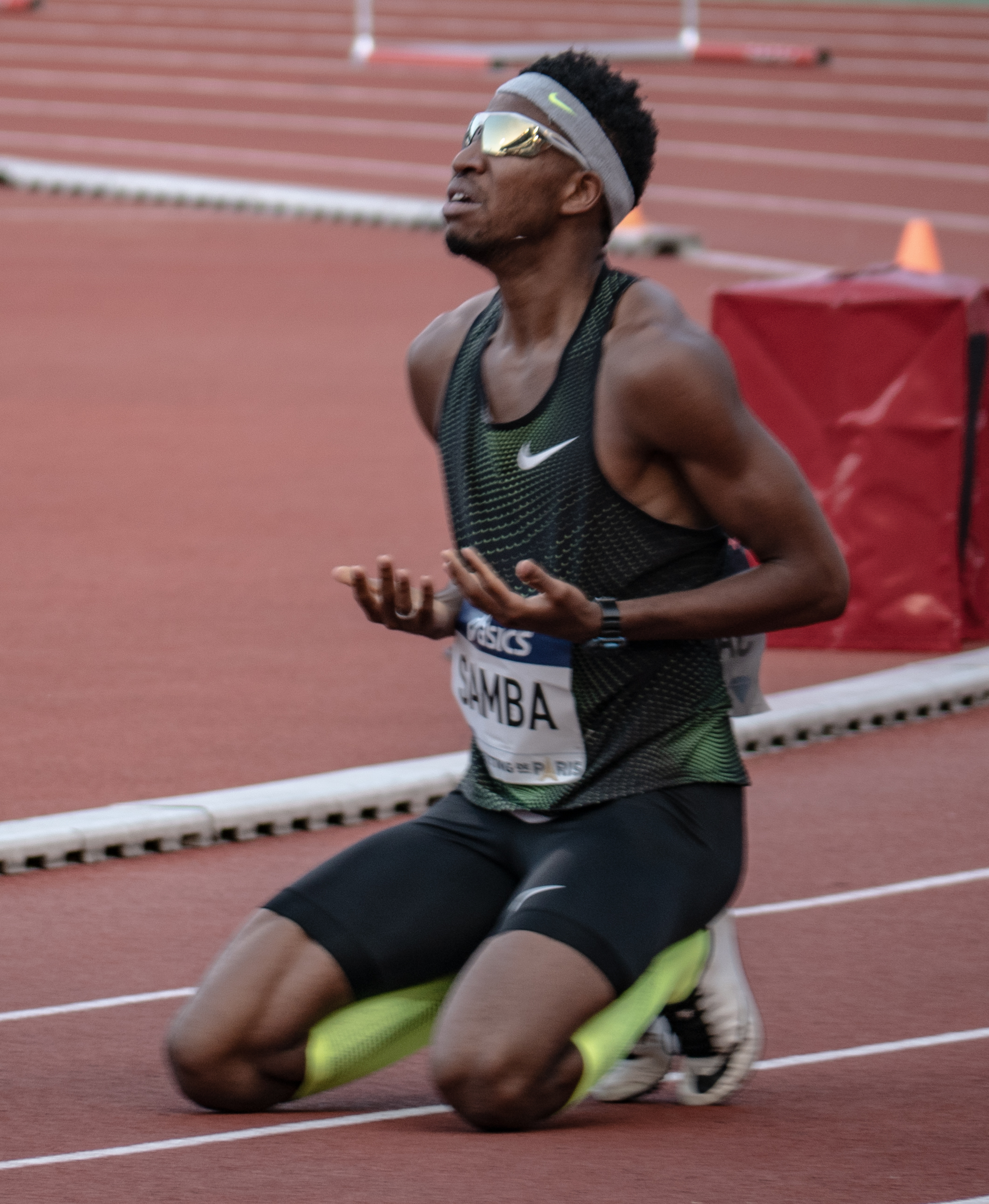
Nach einem mutigen Rennen kam Abderrahman Samba an der letzten Hürde aus dem Rhythmus und fiel auf Platz sieben zurück
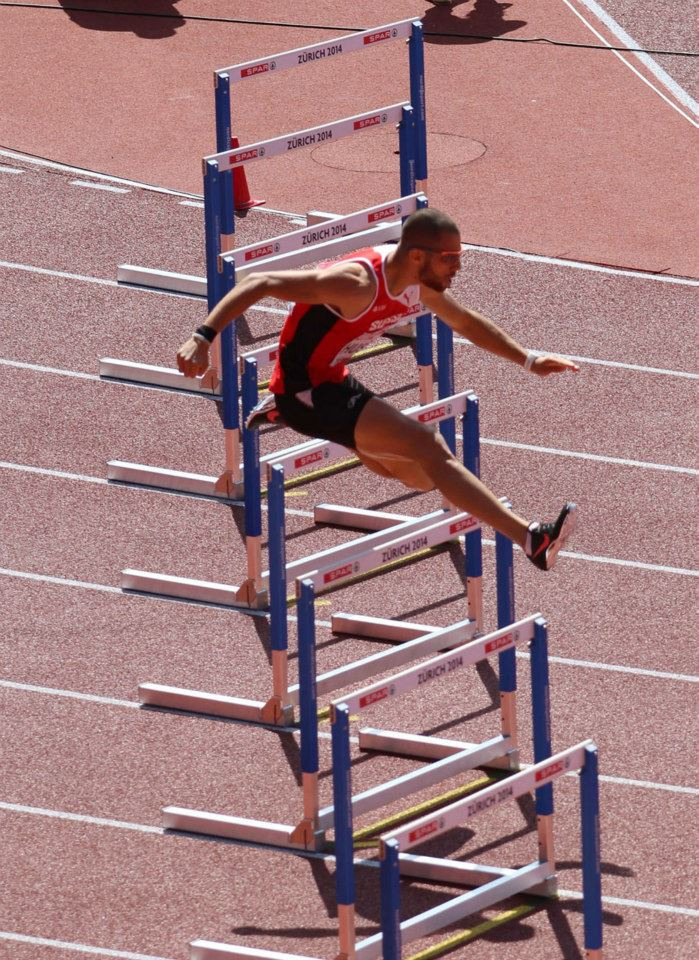
Kariem Hussein belegte im Finale Rang acht

## Video
- WCH London 2017 Highlights - 400m Hurdles - Men - Final - Warholm wins, youtube.com, abgerufen am 27. Februar 2021